# Moncy
Moncy är en kommun i departementet Orne i regionen Normandie i nordvästra Frankrike. Kommunen ligger i kantonen Tinchebray som tillhör arrondissementet Argentan. År 2022 hade Moncy 265 invånare.

## Befolkningsutveckling
Antalet invånare i kommunen Moncy
| Referens: INSEE |